# Rozwinięcie linii brzegowej jeziora
Rozwinięcie linii brzegowej (K) – to parametr opisujący jezioro.
Można go określić na dwa sposoby:
Pierwszy mówi on o tym, na ile linia brzegowa zbliżona jest do okręgu. W teorii zbiornik o powierzchni 1 hektara będzie miał kształt kolisty, gdy linia brzegowa będzie miała długość 354,5 metra.
{\displaystyle K_{1}={\frac {L}{2{\sqrt {\pi P}}}}}
gdzie: L – długość linii brzegowej jeziora, P – powierzchnia jeziora
Średnia wartość wskaźnika dla Polski wynosi 1,85.
Drugą metodą jest wyznaczenie ilorazu długości linii brzegowej i powierzchni jeziora. Jego wielkość wyrażona jest w metrach na hektar.
{\displaystyle K_{2}={\frac {L}{P}}}
gdzie: L – długość linii brzegowej jeziora, P – powierzchnia jeziora
W Polsce wskaźnik ten zawiera się w przedziale od 8 do 454 m/ha. Ponad 50% polskich jezior posiada rozwinięcie linii brzegowej w przedziale 50–100 m/ha.

## Maksymalne wartości wskaźnikaK1{\displaystyle K_{1}}w obrębie pojezierzy według danychIRŚwOlsztynie
- Pojezierze Pomorskie
  - Jezioro Wdzydze – 5,29
  - Jezioro Drawsko – 4,84
  - Jezioro Kopcze – 3,88
  - Jezioro Ińsko – 3,84
- Pojezierze Mazurskie
  - Jezioro Jeziorak – 5,85
  - Jezioro Orzysz – 4,97
  - Jezioro Mamry – 4,92
  - Jezioro Nidzkie – 4,70
- Pojezierze Wielkopolskie i Kujawskie
  - Jezioro Gopło – 5,55
  - Jezioro Popielewskie – 4,29
  - Jezioro Ostrowickie – 3,66
  - Jezioro Grzymisławskie – 3,55

## Maksymalne wartości wskaźnikaK2{\displaystyle K_{2}}(w ha/m) w obrębie pojezierzy według danychIRŚwOlsztynie
- Pojezierze Pomorskie
  - Jezioro Bendomińskie Małe – 330
  - Jezioro Ciepłe – 313
  - Jezioro Szklanka – 290
- Pojezierze Mazurskie
  - Jezioro Kotowe – 323
  - Jezioro Mszar – 279
  - Jezioro Purwin – 278
- Pojezierze Wielkopolskie i Kujawskie
  - Jezioro Mesze – 454
  - Jezioro Linie III – 387
  - Jezioro Linie II – 306

## Minimalne wartości wskaźnikaK2{\displaystyle K_{2}}(w ha/m) w obrębie pojezierzy według danychIRŚwOlsztynie
- Pojezierze Pomorskie
  - Jezioro Łebsko – 8
  - Jezioro Gardno – 9
  - Jezioro Miedwie – 11
- Pojezierze Mazurskie
  - Jezioro Śniardwy – 8
  - Jezioro Niegocin – 13
  - Jezioro Łuknajno – 15
- Pojezierze Wielkopolskie i Kujawskie
  - Jezioro Żnińskie Duże – 20
  - Jezioro Gosławskie – 24
  - Jezioro Powidzkie – 24